# Polyconia
Polyconia es un género de escarabajos  de la familia Chrysomelidae. En 1905 Weise describió el género. Contiene las siguientes especies:
- Polyconia caroli (Leprieur, 1883)
- Polyconia fragilis Uhmann, 1954
- Polyconia spinicornis (Kraatz, 1895)